# Télé 2 (RTBF)
 (août 2015).
Si vous disposez d'ouvrages ou d'articles de référence ou si vous connaissez des sites web de qualité traitant du thème abordé ici, merci de compléter l'article en donnant les références utiles à sa vérifiabilité et en les liant à la section « Notes et références ».
Télé 2, anciennement RTBis puis RTBF Bis est une chaîne de télévision généraliste publique de la Communauté française de Belgique appartenant au groupe public Radio-Télévision belge de la Communauté française (RTBF) du 26 mars 1977 au 20 mars 1988.

## Histoire de la chaîne

### RTBis
Le 26 mars 1977, la RTB lance une deuxième chaîne de télévision baptisée RTBis qui n'émet d'abord que le lundi et le mercredi de 20 h à 22 h des programmes visant un public restreint, comme du théâtre en wallon et des émissions culturelles ou éducatives, mais aussi des rediffusions de feuilletons à succès, proposant ainsi aux téléspectateurs des soirées dédoublées. Bien qu'elle soit officiellement créée pour diffuser les émissions régionales produites par les deux centres TV régionaux de la RTB (Charleroi et Liège), les programmes de l’éducation des adultes et les rubriques de service, cette seconde chaîne vise en fait à occuper l'ancien réseau d'émetteurs noir et blanc de la première chaîne reconverti à la couleur afin qu'aucune station commerciale ne puisse le revendiquer.
RTBis relaie la plupart du temps les programmes de RTB1, ce qui lui permet de devenir attrayante en diffusant des programmes populaires faits de feuilletons, films, variétés et jeux, bien qu'elle essaie surtout d'être complémentaire, sans être spécialisée, en dégageant de l’espace et du temps pour des retransmissions intégrales d’événements comme le patinage artistique, des tournois tennistiques, mais également le concours Reine Elisabeth. 

### Télé 2
La RTBF la rebaptise Télé 2 fin 1979 et elle adopte une programmation évènementielle et surtout sportive.
Le 16 octobre 1983, un vent de 130km/h abat à Wavre l'un des pylônes de la RTBF haut de 315 mètres de haut, ce qui prive 100 000 téléspectateurs de Télé 2 pendant un an.
Le rapport d'activités de la RTBF présenté en 1984 devant le parlement de la Communauté française présente plusieurs options concernant l'avenir de Télé 2. Il est question d'en faire soit une chaîne de télévision payante, soit de la renforcer en s'appuyant sur la dimension régionale, soit d'en faire la chaîne du sport, de l'événement et des divertissements en rediffusion, ou encore d'en faire une chaîne « sport - événement» où l'on essaie en même temps de valoriser la production propre de RTBF1 à des moments de meilleure écoute.
Télé 2 disparaît le 20 mars 1988 pour laisser son canal à la nouvelle chaîne Télé 21.

## Identité visuelle

### Logos

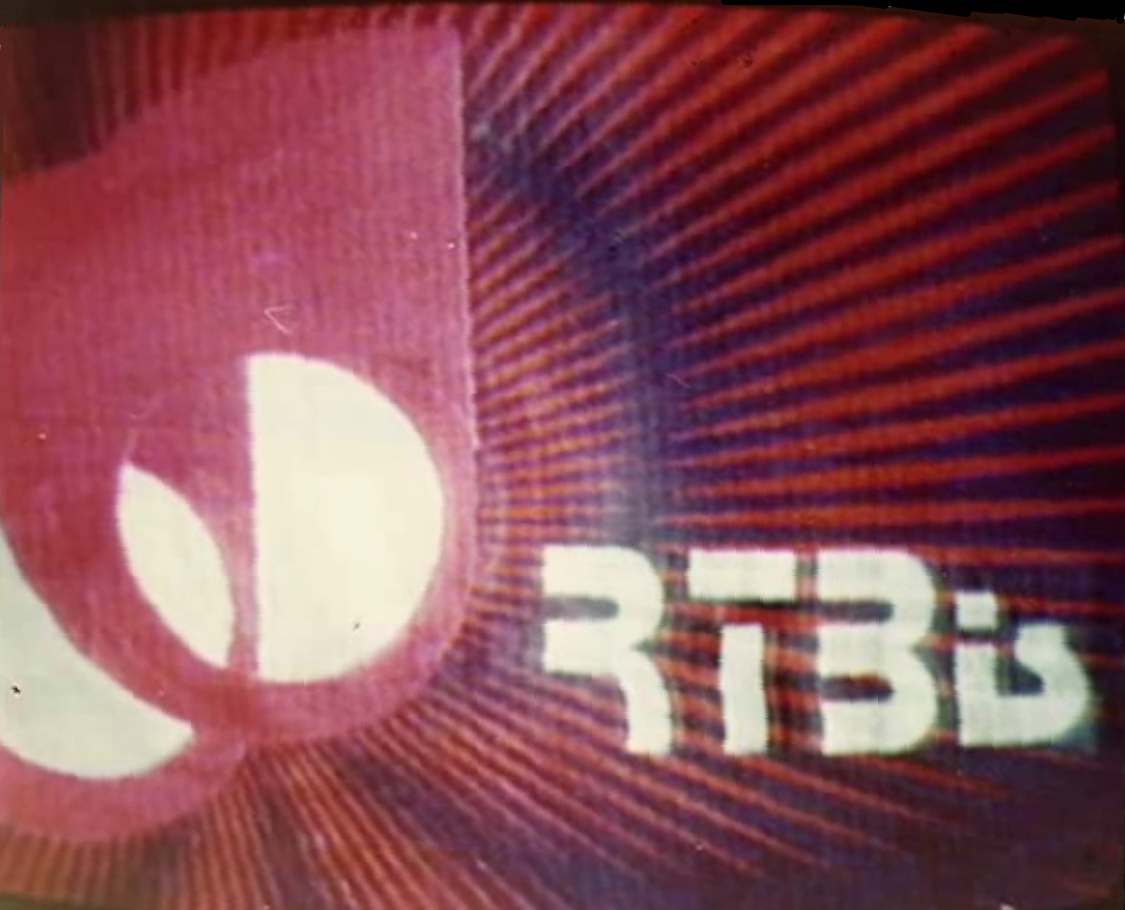
Logo de RTBis du 26 mars 1977 à 1979
Logo de Télé 2 de 1979 à octobre 1982
Logo de Télé 2 d'octobre 1982 au 26 septembre 1985[2]
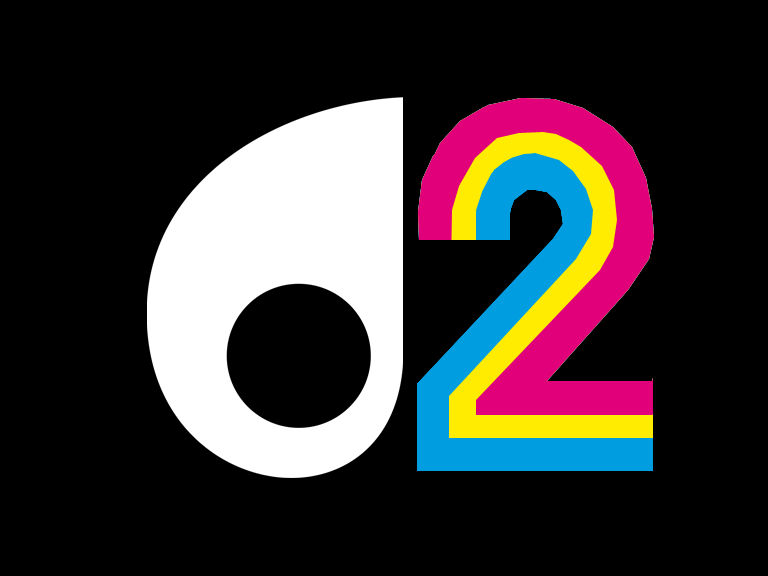
Logo de Télé 2 d'octobre 1982 au 26 septembre 1985 (variante)

## Organisation

### Dirigeants
Administrateurs généraux :
- Robert Wangermée : 26 mars 1977 - décembre 1984
- Robert Stéphane : décembre 1984 - 20 mars 1988

### Capital
Le capital de Télé 2 est détenu à 100 % par le groupe audiovisuel public RTBF.

## Programmes
La programmation de Télé 2 est essentiellement événementielle et sportive.

### Émissions
- Concours Reine Elisabeth
- Liège Midi-Trente : journal télévisé régional quotidien réalisé par le centre de production RTBF Liège en collaboration avec Liège Télé Câble.
- Magazine de Canal Emploi : magazine de l'emploi de la télévision communautaire Canal Emploi diffusé les mardi et vendredi de 12 h 45 à 14 h après le Liège Midi-Trente[3].
- L’Ordre nouveau : série d'émissions-débats historiques de Pierre Devos diffusée de février au 20 décembre 1984[4].
- Stalag et commandos : émission-débat historique animée par René Thierry et diffusée le 23 mai 1984.

## Audiences (1977)
| 1977 |
| ---- |
| 3 %  |